# E・M・フォースター
エドワード・モーガン・フォースター（Edward Morgan Forster OM CH, 1879年1月1日 - 1970年6月7日）は、イギリスの小説家。主な作品に『ハワーズ・エンド』、『インドへの道』、短編 "The Road From Colonus" などがある。
異なる価値観をもつ者同士が接触することで引き起こされる出来事について描いた作品が多い。

## 生涯
ロンドンで建築家の子として生まれたフォースターは、本当はヘンリーと名付けられるはずだったのが、手違いでエドワードという名を与えられた。ケント州のトンブリッジ校で学び、その後ケンブリッジ大学キングス・カレッジの学生だった1901年、かれはケンブリッジ使徒会（Cambridge Apostles）の名で知られる団体（公式名称はケンブリッジ懇親会）に参加するようになった。そのメンバーの多くは、続いてブルームズベリー・グループ（Bloomsbury Group）として知られることになる文学者団体の構成員となった。フォースターもまた、ジーグフリード・サスーン（Siegfried Sassoon）、J・R・アッカーリー（J. R. Ackerley）、フォレスト・レイド（Forrest Reid）と共にブルームズベリー・グループに参加した。
大学卒業後、フォースターは古典文学者のG・L・ディキンソンと共に多くの外国を旅した。最初はイタリアやギリシアを訪れ、その時の体験をもとに『天使も踏むを恐れるところ』や『眺めのいい部屋』が執筆された。1914年頃からはエジプト、ドイツ、インドを旅した。1916年-1917年の冬に中東へ旅行したとき、かれはオスマン帝国（現イスラエル領内）のラムレー（Ramleh）で路面電車の車掌をつとめる17歳の若者モハメド・エル＝アドル（Mohammed el-Adl）と出会う。フォースターは恋に落ち、その存在は、かれの文筆活動の重要な着想の一つとなった。モハメドは1922年、アレキサンドリアで結核のため亡くなる。その死の後、フォースターは青春の記憶を生かし続けようという思いに駆り立てられ、その気持ちを表すことを、1冊の本ほどの長さの手紙というかたちで試みた。この手紙はケンブリッジ大学キングス・カレッジに保管されている。その出だしは、次のような引用から始まる。
"Good-night, my lad, for nought's eternal; No league of ours, for sure."
「お休み、僕の坊や、無の永遠と共に。僕たちの間に繋がりはない、確かに。」
そして、このようにしてかれらの愛情を復活させることは不可能であるという自認で終わるのである。
フォースターは晩年、文壇の最長老として多大な賛辞を浴び、1969年にはメリット勲章を授与。1970年にコヴェントリーで死去した。91歳没。

## 重要なテーマ
フォースターの作品の中心には世俗的なヒューマニストとしての視点があり、かれの作品はしばしば、フォースターの有名な題辞である「社会の壁を越えて」、お互いに理解し合おうとする人物たちが特徴となっている。フォースターのヒューマニストとしての視点は、かれのノンフィクションエッセイである What I Believe で明示されている。
フォースターの最も有名な2つの作品、『インドへの道』と『ハワーズ・エンド』は、階級の違いによる相容れなさについて試した作品といえる。また、一部からは文学的比重が少ないと見なされている『眺めのいい部屋』も、かれの作品の中で最も広く読まれ受け入れられている作品であり、初版から1世紀近く経ってもなお知名度が高いという点で注目に値する作品である。生前に刊行されなかった『モーリス』は、同性愛の関係の一部としての階級差からの和解について考えられた作品である。
性別もまたフォースターの重要なテーマであり、かれの作品は異性愛から同性愛への進化と性格づけられるとして論議を呼んでいる。『モーリス』の序文には、フォースター自身が同性愛を抱いてもがき苦しんでいる様子が示されており、また同性愛をテーマとしたいくつかの短編においても類似した内容が見受けられるのである。

## 代表作品

### 長編
- 天使も踏むを恐れるところ Where Angels Fear to Tread（1905年）
- ロンゲスト・ジャーニー The Longest Journey（1907年）
- 眺めのいい部屋 A Room With A View（1908年）
- ハワーズ・エンド Howards End（1910年）
- インドへの道 A Passage to India（1924年）
- モーリス Maurice（1971年、死後出版）

### 短編集
- 短編集 Collected Short Stories（1947年、これ以前に出版された2つの短編集をまとめたもの）

"The Road From Coronus"ほか収録。
- 永遠の命 The Life to Come（and other stories）（1972年、死後出版）

### 随筆
- ファロスとファリロン Pharos and Pharillon (A Novelist's Sketchbook of Alexandria Through the Ages)（1923年）
- 小説の諸相 Aspects of the Novel（1927年）
- アビンジャー・ハーヴェスト Abinger Harvest（1940年）
- デーヴィーの丘 The Hill of Devi（1953年）

### ノンフィクション
- 民主主義に万歳二唱 Two Cheers for Democracy（1951年）
- What I Believe and other Essays

## 主な日本語訳
- 『E・M・フォースター著作集』（みすず書房（全12巻）、1993年 - 1996年）

1. ロンゲスト・ジャーニー（川本静子訳）
2. 眺めのいい部屋（北条文緒訳）
3. ハワーズ・エンド（小池滋訳）、グーテンベルク21※（上下）で再刊
4. インドへの道 （小野寺健訳）、新版・河出文庫（2022年）※
5. 天国行きの乗合馬車　短篇集Ⅰ（小池滋訳）、12篇
6. 永遠の命　短篇集Ⅱ（北条文緒訳）、14篇
7. ファロスとファリロン（池澤夏樹訳）
 デーヴィーの丘（中野康司訳）- 以下はエッセー・紀行等のノンフィクション
8. 小説の諸相（中野康司訳）、改訂版・中公文庫（2024年）
9. アビンジャー・ハーヴェストⅠ（4名共訳）
10. アビンジャー・ハーヴェストⅡ（4名共訳）
11. 民主主義に万歳二唱Ⅰ（4名共訳）
12. 民主主義に万歳二唱Ⅱ（5名共訳）

※は電子書籍も刊
- 『ある家族の伝記 マリアン・ソーントン伝』（川本静子・岡村直美共訳、みすず書房、1998年）
- 『フォースター　老年について』（小野寺健編、北条文緒・小池滋ほか訳、みすず書房〈大人の本棚〉、2002年）
- 『天使も踏むを恐れるところ』（中野康司訳、白水社、1993年／白水Uブックス、1996年）
- 『アレクサンドリア』（中野康司訳、晶文社、1988年／ちくま学芸文庫、2010年）
- 『眺めのいい部屋』（西崎憲・中島朋子訳、ちくま文庫、2001年）
- 『果てしなき旅』（高橋和久訳、岩波文庫（上下）、1995年）
- 『ハワーズ・エンド』（吉田健一訳、集英社、1992年／河出書房新社「世界文学全集Ⅰ-07」、2008年）
- 『インドへの道』（瀬尾裕訳、ちくま文庫、1994年）、グーテンベルク21※ で再刊
元版は筑摩書房「筑摩世界文学大系70」ほか
- 『モーリス』（加賀山卓朗訳、光文社古典新訳文庫、2018年）※
- 『E・M・フォースター短篇集』（井上義夫訳、ちくま文庫、2022年）。6篇収録
- 『ハワーズ・エンド』（浦野郁訳、光文社古典新訳文庫、2025年）

### 関連文献
- フランシス・キング『E・M・フォースター評伝』（辻井忠男訳、「著作集 別巻」みすず書房、1995年）
- ライオネル・トリリング『E・M・フォースター』（中野康司訳、みすず書房、1997年）
- 小野寺健『E・M・フォースターの姿勢』（みすず書房、2001年）
- 近藤いね子編『フォースター 20世紀英米文学案内20』（研究社出版、1975年）
- 『ユリイカ 詩と批評　特集 E・M・フォースター』（1992年8月号、青土社）